# 谢添
谢添（1914年6月18日—2003年12月13日），原名谢洪坤，曾用名谢俊，男，广东番禺人，生于天津，中国演员、导演。

## 生平
谢添籍贯广东番禺，生于天津，父亲是铁路员工。早年就读于天津英文商务专修中学。1933年在天津开始业余话剧演出。

### 演艺生涯
1936年参演《马路天使》。1949年之后入北京电影制片厂。1959年他曾主演电影《林家铺子》等多部影片，也经常饰演反面人物。1959年开始做导演，导演了《水上春秋》等。1980年，在第三届“百花奖”评选中，谢添因《甜蜜的事业》而荣获“最佳导演”奖。1981年，在第四届“百花奖”评选中，他导演的《七品芝麻官》荣获“最佳戏曲片”奖。1982年，谢添成功将老舍的名著《茶馆》搬上了银幕，获1983年第三届中国电影金鸡奖特别奖和文化部1982年优秀影片特别奖。1989年因导演的电视连续剧《那五》获中国电影制片厂优秀电视剧一等奖。

## 主要作品

### 参演电影
- 1996年，《风月》
- 1993年，《老人与狗》
- 1961年，《洪湖赤卫队》
- 1960年，《春暖花开》
- 1960年，《为了六十一个阶级弟兄》
- 1959年，《林家铺子》
- 1958年，《风筝》
- 1955年，《罗小林的决心》
- 1954年，《无穷的潜力》
- 1952年，《六号门》
- 1937年，《路天使》

### 参演话剧
| 时间   | 名称               |
| ------ | ------------------ |
| 1932年 | 《雷雨》           |
| 1932年 | 《女店主》         |
| 1940年 | 《芦沟桥》         |
| 1940年 | 《太平天国》       |
| 1940年 | 《钦差大臣》       |
| 1940年 | 《重庆二十四小时》 |
| 1940年 | 《小人物狂想曲》   |
| 1940年 | 《金玉满堂》       |

### 导演作品
| 时间   | 名称                             | 类型   |
| ------ | -------------------------------- | ------ |
| 1958年 | 《探亲记》                       | 电影   |
| 1959年 | 《水上春秋》                     | 电影   |
| 1960年 | 《为了六十一个阶级兄弟》         | 电影   |
| 1960年 | 《春暖花开》                     | 电影   |
| 1960年 | 《欢天喜地》                     | 电影   |
| 1961年 | 《洪湖赤卫队》                   | 电影   |
| 1961年 | 《花儿朵朵》                     | 电影   |
| 1962年 | 《锦上添花》                     | 电影   |
| 1964年 | 《小铃铛》                       | 电影   |
| 1965年 | 《三朵小红花》                   | 电影   |
| 1965年 | 《华北区业余话剧歌剧观摩演出会》 | 电影   |
| 1979年 | 《甜蜜的事业》                   | 电影   |
| 1979年 | 《七品芝麻官》                   | 电影   |
| 1980年 | 《丹心谱》                       | 电影   |
| 1980年 | 《茶馆》                         | 电影   |
| 1984年 | 《生财有道》                     | 电影   |
| 1986年 | 《小铃铛续集》                   | 电影   |
| 1988年 | 《烟花泪》                       | 蒲剧   |
| 1989年 | 《那五》                         | 电视剧 |

### 编剧作品
| 时间   | 名称                     | 类型 |
| ------ | ------------------------ | ---- |
| 1988年 | 《烟花泪》               | 电影 |
| 1986年 | 《小铃铛 续集》          | 电影 |
| 1964年 | 《小铃铛》               | 电影 |
| 1962年 | 《锦上添花》             | 电影 |
| 1962年 | 《花儿朵朵》             | 电影 |
| 1960年 | 《春暖花开》             | 电影 |
| 1960年 | 《为了六十一个阶级弟兄》 | 电影 |
| 1959年 | 《水上春秋》             | 电影 |
| 1959年 | 《游园惊梦》             | 电影 |

## 家庭
夫人杨雪明。
共有子女四人：
- 谢绵绵，长女，毕业于北京外国语大学，曾在北京航空航天大学任外语教师，后留学加拿大，现任加拿大爱德蒙顿孔子学院文化部主任。
- 谢钢，长子，1953年1月出生，北京电影制片厂演员、导演。
- 谢联，次女，总政话剧团一级演员。
- 谢平，次子，中影集团摄像师。